# Ragione e sentimento (miniserie televisiva)
Ragione e sentimento (Sense and Sensibility) è una miniserie televisiva in tre parti del 2008 della BBC, girata da aprile 2007 nel corso di due mesi nelle contee di Berkshire, Surrey, Buckinghamshire e Devon. La miniserie, diretta da John Alexander e prodotta da Anne Pivcevic, è tratta dall'omonimo romanzo di Jane Austen ed è stata adattata per il piccolo schermo da Andrew Davies.
La miniserie è andata in onda in Inghilterra dal 1º gennaio al 13 gennaio 2008 su BBC One, e in Italia dal 30 giugno al 14 luglio 2013 su LaEffe.

## Trama
Prima puntata – Quando Henry Dashwood muore, lasciando la sua intera fortuna e la casa, Norland Park, al figlio John, quest'ultimo promette di prendersi cura della matrigna Mary e delle sorellastre Elinor, Marianne e Margaret. La moglie di John, Fanny, lo convince, però, a fornire loro una parte di eredità più piccola di quella inizialmente prevista. Mentre Elinor, Marianne, Margaret e la madre attendono di trovare una nuova sistemazione, il fratello di Fanny, Edward Ferrars, arriva a Norland Park e fa amicizia con Elinor. Mrs. Dashwood spera in un loro matrimonio, ma Fanny la informa che la madre di lui non approverebbe e così, quando riceve una lettera dal cugino John Middleton, che offre loro un piccolo cottage nella sua tenuta di Barton Park nel Devonshire, la donna e le figlie partono immediatamente. Durante una cena di benvenuto a Barton Park, John presenta alle Dashwood sua moglie, sua suocera (Mrs. Jennings) e il loro amico di famiglia, il colonnello Brandon, che s'innamora subito di Marianne. Mentre passeggia con Margaret, Marianne cade e si sloga una caviglia, ma viene riportata a casa da un giovane, John Willoughby, del quale s'innamora.
Seconda puntata – Marianne e Willoughby cominciano a diventare sempre più intimi, ed Elinor e Mrs. Dashwood iniziano a credere che si siano segretamente fidanzati, ma un giorno, inaspettatamente, Willoughby annuncia di dover partire per Londra per affari e che non potrà tornare nel Devonshire per almeno un anno. Dopo la sua partenza, Edward arriva a far visita alle Dashwood, che notano quando sembri infelice e distante. Anche le nipoti di Mrs. Jennings, Lucy e Anne Steele, si presentano a Barton Park, e Lucy confida a Elinor che lei ed Edward sono fidanzati segretamente da quattro anni, notizia che sconvolge la ragazza. Poco dopo, Mrs. Jennings invita le due sorelle Dashwood ad andare con lei a Londra e Marianne spera di rivedere Willoughby, ma, nonostante i messaggi che gli manda, lui non si fa vivo. Una sera, incontrano Willoughby a una festa, ma l'uomo tratta Marianne freddamente.
Terza puntata – Mentre Marianne diventa inconsolabile per il trattamento riservatole da Willoughby e per la notizia del suo fidanzamento con la ricca Miss Grey, il colonnello Brandon sfida l'uomo a duello, vincendo, e poi informa le sorelle Dashwood che Willoughby aveva sedotto la sua protetta, Eliza, rimasta incinta e per questo abbandonata dall'amante. Intanto, Mrs. Ferrars vede sfumare i suoi progetti di far sposare Edward con Miss Morton quando viene casualmente a sapere del fidanzamento tra il figlio e Lucy. Nonostante le minacce di essere diseredato, Edward non rompe il fidanzamento e Brandon, avendo sentito parlar bene di lui da Elinor e Marianne, gli offre del denaro e un alloggio nella sua tenuta a Delaford. Poco dopo, arrivata a Cleveland con la sorella, Marianne esce a fare una passeggiata durante una tempesta, ma ha un tracollo e si ammala seriamente; riesce però a salvarsi e, una volta guarita, le Dashwood tornano a casa. Qui Elinor apprende che Lucy Steele è diventata Mrs. Ferrars, mentre Marianne riceve una proposta di matrimonio da Brandon e l'accetta. Poco tempo dopo, Edward arriva al cottage e spiega a Elinor che Lucy non ha sposato lui, ma suo fratello Robert; poi le dichiara il suo amore, e si sposano.

## Puntate
| Puntate         | Prima TV originale | Prima TV Italia |
| --------------- | ------------------ | --------------- |
| Prima puntata   | 1º gennaio 2008    | 30 giugno 2013  |
| Seconda puntata | 6 gennaio 2008     | 7 luglio 2013   |
| Terza puntata   | 13 gennaio 2008    | 14 luglio 2013  |

## Produzione

### Nascita e adattamento
Il 5 ottobre 2005 un cronista di BBC News rivela che lo scrittore Andrew Davies sta adattando il romanzo di Jane Austen Ragione e sentimento in un dramma televisivo per la BBC da trasmettere entro due anni; il copione è nelle fasi iniziali e nessun attore è ancora stato scelto. In seguito, Davies afferma che lo scopo della miniserie è quello di far dimenticare agli spettatori l'adattamento cinematografico del 1995 di Ang Lee: la miniserie è resa più sessualmente esplicita e comincia con la scena di Willoughby che seduce la giovane Eliza, includendo anche un duello tra Brandon e Willoughby, presente nel romanzo, ma assente nel film.
I ruoli maschili vengono anche aumentati, in modo da poterli trasformare in personaggi più forti, e le sorelle Dashwood sono più giovani e vulnerabili. Hattie Morahan, l'interprete di Elinor, disse "Stiamo cercando di rappresentare la storia come è stata scritta. Nel romanzo le ragazze hanno 19 e 17 anni, quindi queste relazioni romantiche per loro sono dei veri riti di passaggio".

### Casting
Davies inizialmente obietta alla scelta di Hattie Morahan per la parte di Elinor, ma s'innamora poi della sua performance. Charity Wakefield ottiene la parte di Marianne Dashwood, mentre Dan Stevens quella di Edward Ferrars, l'interesse amoroso di Elinor. David Morrissey, inizialmente dubbioso sulla necessità di un altro adattamento dei romanzi della Austen, viene catturato dal copione, specialmente dall'aggiunta di parti con i personaggi maschili, ottenendo alla fine il ruolo del colonnello Brandon. Dominic Cooper ha invece la parte di John Willoughby, il rivale di Brandon per l'affetto di Marianne.
RICONOSCIMENTI:
- Emmy Award:
- Nomination migliore composizione musicale in un film o miniserie televisiva a Martin Phipps
- Nomination per la migliore fotografia in un film o miniserie televisiva a Sean Bobbitt

- BAFTA Television Craft Award:
- Nomination per la migliore musica televisiva originale a Martin Phipps

- Magnolia Award:
- Nomination miglior film o miniserie televisiva
- Miglior regista di film o miniserie televisiva a John Alexander
- Miglior attrice in un film o miniserie  televisiva a Hattie Morahan
- Writer's Award:
- Nomination per la migliore sceneggiatura in un film o miniserie televisiva a Andrew Davies
- Costume Designers Guild Award:
- Nomination per i migliori costumi in un film o miniserie televisiva a Michele Clapton